# Franz Anton de Paula Gaheis

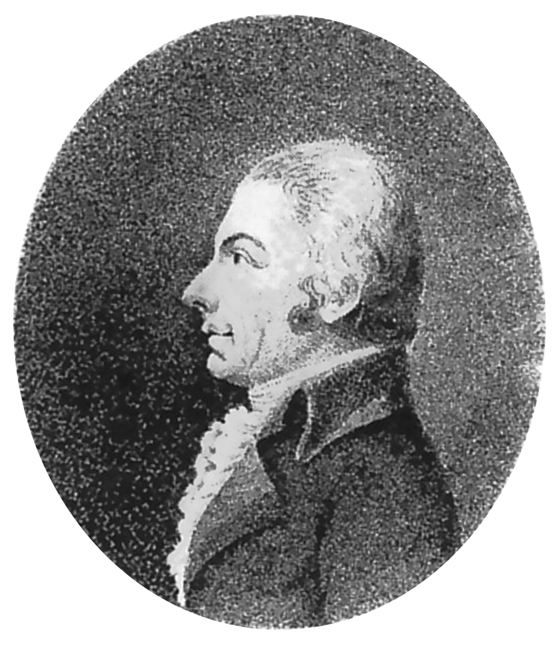
Franz Anton de Paula Gaheis

Franz Anton de Paula Gaheis (* 1. April 1763 in Krems an der Donau; † 25. August 1809 in Wien) war ein österreichischer Pädagoge und Lokalhistoriker.

## Leben
Gaheis erlernte zunächst den Beruf eines Buchdruckers. Dann studierte er Theologie und Philosophie und trat in den Piaristenorden ein, erhielt aber nie die Priesterweihe. Er gehörte dem Orden von 1780 bis 1788 an, sein Ordensname war Anton. Im Zuge der josephinischen Aufklärung trat er aus dem Orden aus. Gaheis war als Lehrer tätig und wurde 1788 Direktor der neuen deutschen Hauptschule in Korneuburg. 1798 begründete er dort eine Industrie-Anstalt für Mädchen. Durch seine pädagogischen Erfolge veranlasst, berief Kaiser Franz II. Gaheis nach Wien. Hier trat er in den Dienst des Magistrats und war bei der Studien-Revisions-Hofkommission tätig.
Nach seinem Tode wurde Gaheis auf dem Sankt Marxer Friedhof beigesetzt. 1910 benannte man die Gaheisgasse in Wien-Hietzing nach ihm. Auch in Krems wurde eine Gasse nach ihm benannt.

## Bedeutung
Franz Anton Gaheis erwarb sich Verdienste als Volksschulreformator. Mit einem Entwurf für ein Institut für blinde Kinder im Jahr 1802 konnte er sich allerdings nicht durchsetzen.
Neben seiner pädagogischen Tätigkeit schrieb Gaheis mehrere kulturhistorische Bücher zur Lokalgeschichte Wiens und seiner Umgebung, die zu einer Neuentdeckung der Wiener Landschaft führten und dem beginnenden Tourismus Impulse gaben.

## Schriften
- Handbuch einer praktischen Methodik für Schullehrer. 1779
- Beschreibung der äußern Merkwürdigkeiten der St. Stephanskirche. Taubstummeninstitut: Wien, 1792
- Meine Flucht aus Brüssel nach der unglücklichen Schlacht bey Mons 1792. Dargestellt aus den Briefen einer Flüchtigen. Salzer: Wien, 1793
- Beschreibung der auffallendsten Merkwürdigkeiten der Haupt- und Residenzstadt Wien. Taubstummeninstitut: Wien, 1793–97
- Spazierfahrten in die Gegenden um Wien. Patzowsky: Wien, 1794
- Neuer Wiener Musenalmanach 1800 (Hg.)
- Gallerie menschenfreundlicher Handlungen und Gesinnungen etc. Doll: Wien, 1800
- Vorlesungen über die schönen Künste. Für Jünglinge in Bürgerschulen und zum Privat-Unterrichte für die weibliche Jugend aus gebildeten Ständen bey Beurteilung öffentlicher Kunstwerke. Camesinaische Buchhandlung: Wien, 1803
- Wanderungen und Spazierfahrten in die Gegenden um Wien. Doll und Schuender, 1805
- Die Bürger Wiens im französischen Kriege 1805. Rötzl: Wien, 1806
- Denkwürdigkeiten Wiens während des Krieges zwischen Österreich und Frankreich im Jahre 1805. o. O., 1808